# Przybiernów
Przybiernów (deutsch Pribbernow) ist ein Dorf mit Sitz einer Landgemeinde im Powiat Goleniowski (Gollnower Kreis) in der polnischen Woiwodschaft Westpommern.

## Geographische Lage

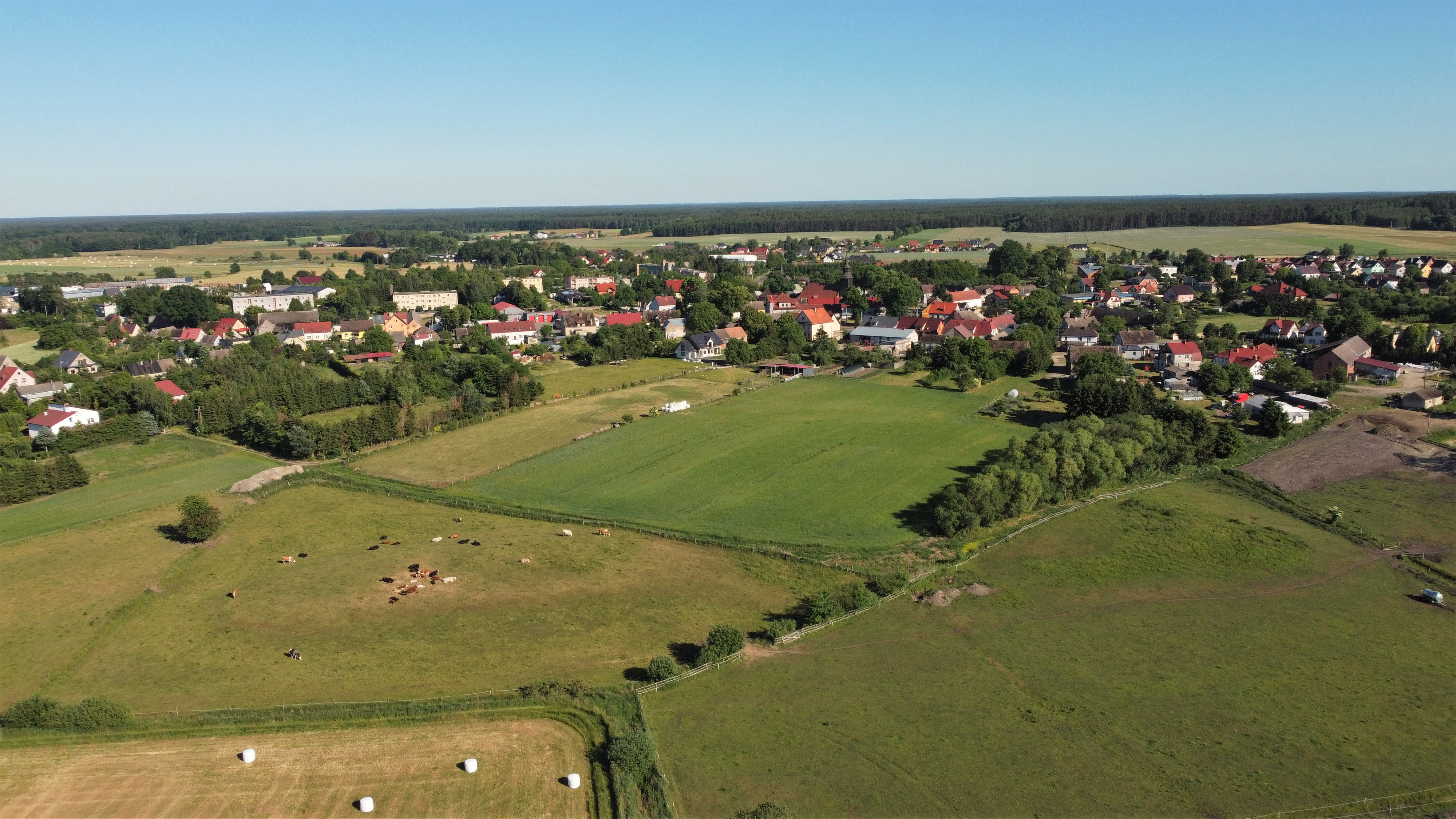
Dorfpanorama (2021)

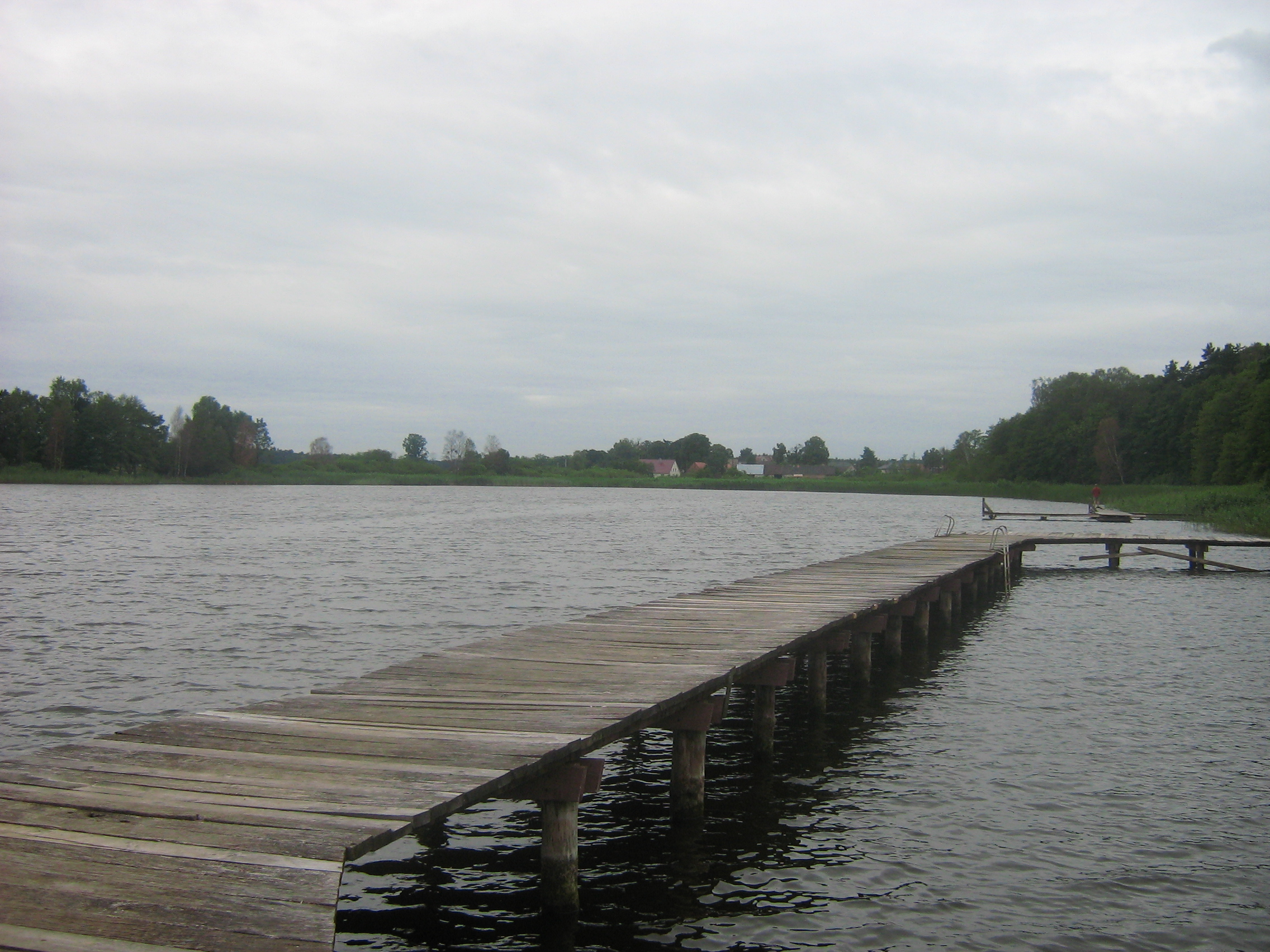
Steg am Pribbernower See

Das Kirchdorf liegt in Hinterpommern, im Norden der Stettiner Tiefebene (poln. Nizina Szczecińska), am Pribbernower See (poln. Jezioro Przybiernowskie), 20 Kilometer nördlich der Stadt Goleniów (Gollnow); die Entfernung zur Stadt Kamień Pomorski (Cammin i. Pom.) im Norden beträgt 26 Kilometer und zum  westlich gelegenen Stettiner Haff (Zalew Szczeciński) an der Mündung der Oder 12 Kilometer.

## Geschichte
Das Kirchdorf wird erstmals 1311 erwähnt, in einer Urkunde, in der der Ortsgeistliche Paulus als Zeuge genannt wird. 1321 war Pribbernow im Besitz der Camminer Bischöfe. 1364 wird Bertold von Bandelin als Vogt genannt.
Im Jahre 1500 löste das Domkapitel das Dorf aus dem von Flemmingschen Pfandbesitz ein, und 1508 wird die Mühle (genannt Scherlinke) neu erbaut. 1786 entsteht das Gut Klamannswalde, das sich bis 1870 zu einem Rittergut entwickelte.
1839 wurde bei Pribberow der letzte Wolf im Kreis Cammin erlegt.
Anfang der 1930er Jahre hatte die Gemarkung der Gemeinde Pribbernow eine Fläche von 21,3 km², und im Gemeindebezirk standen insgesamt 140 bewohnte Wohnhäuser an vier verschiedenen Wohnstätten:
1. Friedrichsfelde-Vorwerk
2. Heinrichshof
3. Klamannswalde
4. Pribbernow

1939 zählte der Ort 1423 Einwohner.
Vor 1945 bildete Pribbernow eine Landgemeinde im Landkreis Cammin i. Pom. im Regierungsbezirk Stettin der preußischen Provinz Pommern des Deutschen Reichs. Es gehörte zum Amtsgerichtsbezirk Stepenitz und war Sitz des Amtsbezirks Pribbernow.
Gegen Ende des Zweiten Weltkriegs wurde die Region im Frühjahr 1945 von der Roten Armee besetzt. Nach Beendigung der Kampfhandlungen wurde Pribbernow zusammen mit ganz Hinterpommern seitens der sowjetischen Besatzungsmacht der Volksrepublik Polen zur Verwaltung überlassen. Danach begann die Zuwanderung polnischer Zivilisten. Das Dorf Pribbernow wurde unter der polonisierten Ortsbezeichnung ‚Przybiernów‘ verwaltet. In der Folgezeit wurde die einheimische Bevölkerung von der polnischen Administration aus Pribbernow und dem Kreisgebiet vertrieben.
Nach 1945 wurde Przybiernów dem neu gebildeten Powiat Goleniowski in der Woiwodschaft Westpommern (bis 1998 Woiwodschaft Stettin) zugeordnet und als Sitz einer gleichnamigen Landgemeinde Verwaltungszentrum der umliegenden Ortschaften.

### Kirche

#### Pfarrkirche

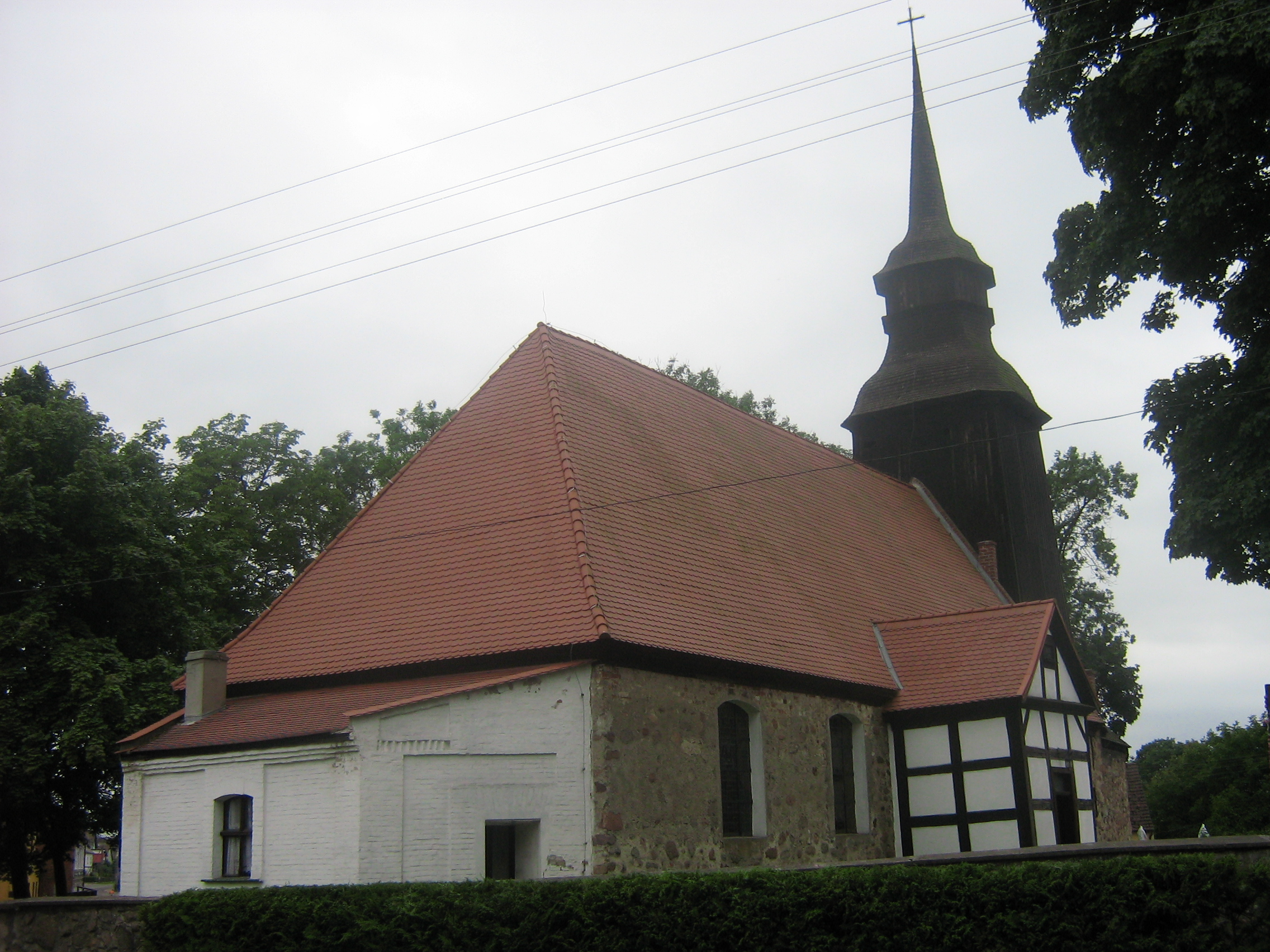
Dorfkirche, bis 1945 Gotteshaus der evangelischen Gemeinde Pribbernow

Das vor 1945 „St. Katharinen-Kirche“ genannte Gotteshaus steht mitten im Ort auf einem ehemaligen, mit Findlingsmauern umgebenen Friedhof. Der Turm wie das Langhaus stammen aus dem Jahre 1554.
Im Dreißigjährigen Krieg wurde die Kirche bis auf die Außenmauern zerstört. 1679 begann der Wiederaufbau, 1689 erhielt der Turm einen Fachwerkoberbau mit geschwungener Spitze und einer von Kupferschmiedemeister Johann Georg Brugler aus Hammer (heute polnisch: Babigoszcz) geschaffenen Wetterfahne. 1741 wurde der Bau erweitert.
Den Altar schuf Reinhard Böck 1712/13 mit einem Getsemanibild zwischen gewundenen Säulen sowie die Kanzel mit Blattgehängen und Evangelistenbildern.
Nach 1945 wurde die Kirche zugunsten der Katholischen Kirche in Polen enteignet und erhielt den Namen Kościół pw. Wniebowszięca NMP (Mariä Himmelfahrt).

#### Kirchengemeinde
Das Kirchspiel Pribbernow ist eines der ältesten im Camminer Gebiet und fand bereits 1311 mit dem Namen des damaligen Pfarrers Paulus Erwähnung. Vor 1945 war der überwiegende Teil der Bevölkerung evangelischer Konfession. Der Ort gehörte bis 1816 zum Kirchenkreis Gülzow (heute polnisch: Golczewo), dann zum Kirchenkreis Wollin (Wolin) im Westsprengel der Kirchenprovinz Pommern der Kirche der Altpreußischen Union. 1940 zählte die Kirchengemeinde mit den vier eingepfarrten Orten Bresow (Brzozowo), Kartlow (Kartlewo), Rackitt (Rokota) und Sabessow (Zabierzewo) insgesamt 2.550 Gemeindeglieder.
Heute gehört die Pfarrgemeinde Przybiernów zum Dekanat Golczewo (Gülzow) im katholischen Erzbistum Stettin-Cammin. Evangelische Gemeindeglieder, die hier leben, werden vom Pfarramt in Stettin in der Diözese Breslau der Evangelisch-Augsburgischen Kirche in Polen betreut.

#### Pfarrer (bis 1945)
- vorreformatorisch:
Paulus, 1311
- nach der Reformation bis 1945:

1. Michael Schulze
2. Joachim Sellin
3. Matthias Georg Messerschmidt (Macheropaeus)
4. Michael Sellin (Sohn von 2.)
5. David Friderici, 1632–1678
6. Martin Friderici (Sohn von 5.), 1678–1710
7. Johann Gottfried Titel, 1710–1756
8. Karl Christoph Titel (Sohn von 7.), 1756–1773
9. Martin Friedrich Gerdes, 1773–1792
10. Samuel Gotthold Dieterich, 1794–1797
11. Joachim Friedrich Wilhelm Curtius, 1797–1828
12. Johann Gottfried Gericke, 1828–1838
13. Karl Ludwig Block, 1882–?
14. Franz Döring, 1917–1928
15. August Ohm, 1929–1934
16. Adolf Alicke, 1934–1938
17. Karl Ketelhut, 1938–1945

## Gmina Przybiernów

### Allgemeines
Die Landgemeinde Przybiernów umfasst eine Fläche von 228,90 km², was 14,2 % der Gesamtfläche des Powiat Goleniowski entspricht. 5.189 sind hier registriert.
Das Gemeindegebiet ist in drei Postleitzahlengebiete unterteilt:
- Przybiernów = 72-110
- Czarnogłowy = 72-121
- Łoźnica = 72-122

Nachbargemeinden sind:
- Goleniów (Gollnow), Nowogard (Naugard), Osina (Schönhagen) und Stepnica (Stepenitz) im Powiat Goleniowski,
- Golczewo (Gülzow) und Wolin (Wollin) im Powiat Kamieński (Kreis Cammin).

### Gemeindegliederung
Die Gmina Przybiernów fasst 28 Ortschaften zusammen, die in 15 Ortsteile („Schulzenämter“) gegliedert sind:
- Ortsteile:

| - Babigoszcz (Hammer) - Brzozowo (Bresow) - Budzieszewice (Lütmannshagen) - Czarnogłowy (Zarnglaff) - Dzieszkowo (Neu Dischenhagen) - Dzisna (Dischenhagen) - Kartlewo (Kartlow) - Łoźnica (Kantreck) | - Miodowice (Medewitz) - Moracz (Moratz) - Przybiernów (Pribbernow) - Rzystnowo (Rißnow) - Sobieszewo (Matthiashof) - Włodzisław (Baumgarten) - Zabierzewo (Sabessow) |

- Übrige Ortschaften: Borowik (Forsthaus Pribbernow), Buk (Böck), Derkacz (Schüttenmühle), Domanie (Dummanskaten), Kartlewko (Schäferei), Öeszczno (Holzhagen), Machowicea (Elis), Owczarnia (Schäferei), Rokita (Rackitt), Sosnowice (Heinrichshof), Świętoszewko (Schwanteshagener Mühle), Świętoszewo (Schanteshagen), Trzebianowo (Trebenow) und Żychlikowo (Siegelkow).

### Verkehr

#### Straßen
Die Hauptverkehrsader der Gmina Przybiernów ist die Landesstraße 3, die das Gemeindegebiet von Norden nach Süden durchzieht und das Dorf Przybiernów auf einer Umgehungsstraße umfährt. Kleinere Nebenstraßen ermöglichen eine schnelle Verbindung nach Wolin (Wollin, 19 km) und nach Golczewo (Gülzow, 15 km), wo Anschluss an die Woiwodschaftsstraße 106 (Rzewnowo (Revenow) – Nowogard (Naugard)) sowie Woiwodschaftsstraße 108 (Parlówko (Parlowkrug) – Płoty (Plathe)) besteht.

#### Schienen
Die Ortsteile Rokita (Rackitt) und Łoźnica (Kantreck) sind seit 1892 Bahnstationen an der Bahnstrecke Gollnow–Wollin, die später nach Stettin bzw. Swinemünde erweitert wurden und heute als Linie Nr. 401 der Polnischen Staatsbahn Stettin–Swinemünde geführt wird.
Bis 1945 bestanden zwei Kleinbahnstrecken der Greifenberger Kleinbahn, die in das heutige Gemeindegebiet führten:
- ab 1903: Kleinbahnlinie Gülzow–Kantreck–Stepenitz (mit den Bahnhöfen Böck, Zarnglaff, Siegelkow, Kantreck, Dischenhagen und Hammer); der Abschnitt von Łoźnica (Kantreck) nach Stepnica (Stepenitz) wurde noch bis 1979 betrieben, dann nur noch für Güterverkehr, seit 1996 stillgelegt (teilweise abgebaut und zu einem Radweg ausgebaut);
- ab 1911: Kleinbahnlinie Kantreck–Zarnglaff, die 1959 stillgelegt wurde.

### Touristik
Das Gemeindegebiet von Przybiernów ist sehr geeignet für den Kanusport mit zwei Flüsschen:
- im Osten (bei Moracz (Moratz)) die Wołczenica (Völzer Bach)
- im Süden (bei Dzisna (Dischenhagen)) die Gowienica (Gubenbach).

Im Norden der Puszcza Goleniowska (Gollnower Heide) gelegen verfügt die Gmina über ausgedehnte Waldgebiete (54 % der Gemeindefläche sind Forsten).
Die das Gemeindegebiet durchziehende Landesstraße 3 ist hier Teil der Szlak Cystersów (Zisterzienserstraße), die sich durch Westpommern zieht.

## Persönlichkeiten
- Karlheinz Wüst (* 1921 in Pribbernow; † 1992 in Berlin), deutscher Kameramann und Kulturfilmproduzent